# سرخیو مورنو (زاده ۱۹۹۹)
سرخیو مورنو (انگلیسی: Sergio Moreno؛ زادهٔ ۱ ژانویهٔ ۱۹۹۹) بازیکن فوتبال اهل اسپانیا است.
از باشگاه‌هایی که در آن بازی کرده‌است می‌توان به باشگاه فوتبال رایو وایکانو و باشگاه فوتبال میراندس اشاره کرد.